# Poopó (ort i Bolivia)
Poopó är en ort i Bolivia.   Den ligger i departementet Oruro, i den centrala delen av landet, 190 km väster om huvudstaden Sucre. Poopó ligger 3 756 meter över havet och antalet invånare är 1 720.
Terrängen runt Poopó är kuperad åt sydost, men åt nordväst är den platt. Närmaste större samhälle är Huanuni, 17,1 km nordost om Poopó. 
Omgivningarna runt Poopó är i huvudsak ett öppet busklandskap. Runt Poopó är det glesbefolkat, med 9 invånare per kvadratkilometer.